# Northwest-Airlines-Flug 255

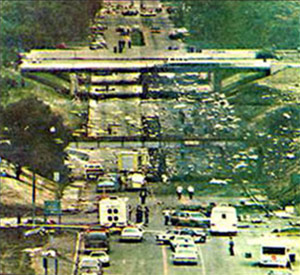
Trümmerteile des Flugzeugs auf der Middlebelt Road

Northwest-Airlines-Flug 255 war ein Linienflug der Northwest Airlines, der am 16. August 1987 von Saginaw mit Zwischenstopps in Detroit und Phoenix nach Santa Ana führen sollte. Die eingesetzte McDonnell Douglas DC-9-82 (MD-82) verunglückte jedoch kurz nach dem Start in Detroit, wobei 154 Menschen an Bord und zwei am Boden ums Leben kamen. Als einzige überlebte schwer verletzt eine vierjährige Passagierin.

## Fluggerät und Besatzung
Das Flugzeug war eine zweistrahlige McDonnell Douglas DC-9-82 (MD-82) mit dem Luftfahrzeugkennzeichen N312RC. An Bord des Fluges 255 befanden sich 149 Passagiere, zwei Piloten und eine vierköpfige Kabinenbesatzung.

## Unfallverlauf
Die Rotation beim Start (Abheben des vorderen Fahrwerks) erfolgte etwa zwischen 1200 und 1500 Fuß (360 bis 460 Meter) vor dem Ende der Startbahn auf dem Detroiter Flughafen. Unmittelbar nach Beginn des Steigfluges rollte das Flugzeug in einer Höhe von weniger als 50 Fuß (15 Metern) über Grund um etwa 35 Grad in beide Richtungen um die Längsachse. Es kam zum Strömungsabriss, woraufhin das Flugzeug sich um 40 Grad nach links drehte. Dabei riss die Spitze der linken Tragfläche an einem Laternenmast etwa 0,5 Meilen (800 Meter) hinter dem Ende der Rollbahn ab, woraufhin Kerosin aus dem Treibstofftank austrat und in Brand geriet. Das Flugzeug drehte sich weiter nach links, traf weitere Laternenmasten sowie das Gebäude eines Autovermieters und schlug dann auf der Middlebelt Road auf. Auf dem Dach liegend rutschte die Maschine die Straße entlang, bis sie an den Überführungen einer Eisenbahnstrecke und der Interstate 94 zerschellte.

## Absturzopfer
Die einzige Überlebende aus dem Flugzeug war ein vier Jahre altes Mädchen aus Tempe, Arizona. Ihre Eltern sowie ihr sechs Jahre alter Bruder kamen bei dem Absturz ums Leben. Nach dem Absturz lebte das Mädchen bei Verwandten in Birmingham, Alabama, die sie von der Öffentlichkeit abschirmten. Unter den 154 Passagieren an Bord war auch Nick Vanos, ein Center der Basketballmannschaft Phoenix Suns. Am Boden kamen zwei Autofahrer bei dem Absturz ums Leben. Eine weitere Person wurde schwer und vier leicht verletzt. Alle Leichen wurden zu einem Hangar des Flughafens transportiert, der vorübergehend als Leichenhalle diente.

## Unfallursache
Zur wahrscheinlichen Absturzursache stellte das National Transportation Safety Bord fest, „dass die Piloten die taxi checklist nicht abgearbeitet hatten, und sie daher nicht sichergestellt hatten, dass die Landeklappen und Vorflügel zum Start in die erforderliche Position ausgefahren waren. Zum Absturz hat beigetragen, dass das take-off-Warnsystem keinen Strom bekam und dadurch die Piloten nicht gewarnt wurden, dass ihr Flugzeug nicht ordnungsgemäß für den Start konfiguriert war. Der Grund für das Fehlen der Stromversorgung konnte nicht ermittelt werden.“
Im Rahmen der Unfalluntersuchung lieferte der Stimmenrekorder im Cockpit (CVR) den Beweis dafür, dass die Piloten die taxi checklist nicht bearbeitet hatten. Die Ermittler stellten darüber hinaus fest, dass die akustische Warnung vor dem Strömungsabriss (englisch stall) im Cockpit zwar zu hören gewesen war, jedoch auf untypische Art und Weise: Das Wort „stall“ wurde gewöhnlich sowohl durch den linken als auch durch den rechten Audiokanal ausgegeben, wobei sich durch einen Zeitversatz ein Echo ergeben sollte, so dass das Wort wie „stall-all“ hätte klingen müssen. Die Aufzeichnung von Flug 255 zeigte jedoch, dass nur das Wort „stall“ erklungen war.
Die weitere Analyse ergab, dass bereits vor dem Abheben von der Startbahn die take-off-Warnung nicht zu hören gewesen war. Die Ermittlungen führten daraufhin zur Stromversorgung des Central Aural Warning System (CAWS): Der für den linken Audiokanal samt take-off-Warnung und Echo bei der stall-Warnung verantwortliche 28-Volt-Gleichstrom-Kreis war an der Sicherung mit der Bezeichnung P-40 unterbrochen. Das NTSB konnte dabei nicht feststellen, ob die Sicherung angesprochen hatte, sie absichtlich abgeschaltet worden war, oder der Stromfluss trotz eingelegter Sicherung anderweitig unterbrochen war.
Eine Vermutung ist, dass die Sicherung P-40 von der Besatzung absichtlich ausgeschaltet worden war, um störende Warnansagen im Rahmen von Rollfeldbewegungen zu unterdrücken. Andere Piloten auf Maschinen des Typs DC-9-80 (MD-80) räumten ein, dass dies gelegentlich so praktiziert wird, obwohl es keine offiziell genehmigte Vorgehensweise ist. Kurz vor dem Start wird die Sicherung normalerweise wieder aktiviert, in diesem Fall wurde dies wahrscheinlich aber schlichtweg vergessen.

## Nachwirkungen
In Erinnerung an die Opfer wurde eine schwarze Erinnerungstafel aus Granit errichtet, die von Blaufichten umgeben ist. Sie befindet sich auf dem Gipfel des Hügels nahe der Middlebelt Straße und der Interstate 94, der Unfallstelle. Die Erinnerungstafel zeigt eine Taube mit einem Band im Schnabel mit der Aufschrift: „Their spirit still lives on…“ (Ihr Geist lebt noch immer weiter…). Rechts und links davon stehen die Namen der durch den Absturz Umgekommenen.
Ein Denkmal für die Opfer des Unfalls, von denen viele aus der Umgebung von Phoenix waren, steht neben dem Rathaus im Zentrum von Phoenix, Arizona.
Am 16. August 2007, dem 20. Jahrestag des Absturzes wurde ein Erinnerungsgottesdienst an der Unfallstelle gehalten. Für einige der Personen, die durch den Unfall in Mitleidenschaft gezogen worden waren, war es das erste Mal, dass sie dorthin zurückkehrten.

## Verfilmung
In der 2. Folge der 9. Staffel der kanadischen Dokumentarserie Mayday – Alarm im Cockpit wurde der Unfall als Cockpit Chaos (Alarming Silence) in englischer Sprache und als Chaos im Cockpit in Deutsch verfilmt.